# Biplano
Biplano é uma aeronave com configuração de asas em que há duas superfícies de sustentação verticalmente paralelas (uma sobre a outra). Essa configuração foi muito utilizada até os anos 40, tendo caído em desuso gradativamente por apresentar grande arrasto aerodinâmico, que impedia o avião de alcançar velocidades mais elevadas, mesmo com motores potentes, resultando em baixa eficiência.
Atualmente, existem modelos de biplanos com finalidades acrobáticas. O biplano possui grande manobrabilidade por possuir asas mais curtas e, portanto, menor momentum angular no sentido longitudinal.
Muitos aficcionados por este tipo de aeronave constróem-nas de forma amadora.

## Escalonamento
É o modo como as asas biplanas e triplanas são montadas em relação ao comprimento da fuselagem. Podem ser:
- Sem escalonamento: As asas são montadas uma acima da outra sem diferença de posição.
- Escalonamento ascendente: As asas são montadas com diferença em relação ao comprimento da fuselagem sendo a superior ligeiramente à frente em relação à vertical da de baixo, como em uma escada quando se está subindo.
- Escalonamento descendente: Ao contrário das asas com escalonamento ascendente, essas são montadas com a asa superior afastando-se para trás do comprimento da fuselagem, como em uma escada quando se está descendo.

| Biplano sem escalonamento | Escalonamento ascendente |
| Escalonamento descendente |                          |

## Tipos de layout
- Biplano comum: As asas, tanto as superiores quanto as inferiores, são iguais, sem diferenciação de posição e tamanho.
- Asas desiguais: Geralmente as asas de baixo têm comprimento menor do que as de cima e possuem montantes.
- Sesquiplano: É um tipo de biplano em que a asa inferior é muito menor do que no modelo de asas desiguais e não possue montantes.
- Sesquiplano invertido: Contrariamente ao tipo anterior, a asa superior é muito menor em relação à inferior.

| Biplano     | Asas desiguais        |
| Sesquiplano | Sesquiplano invertido |

## Imagens de exemplo

Biplanos
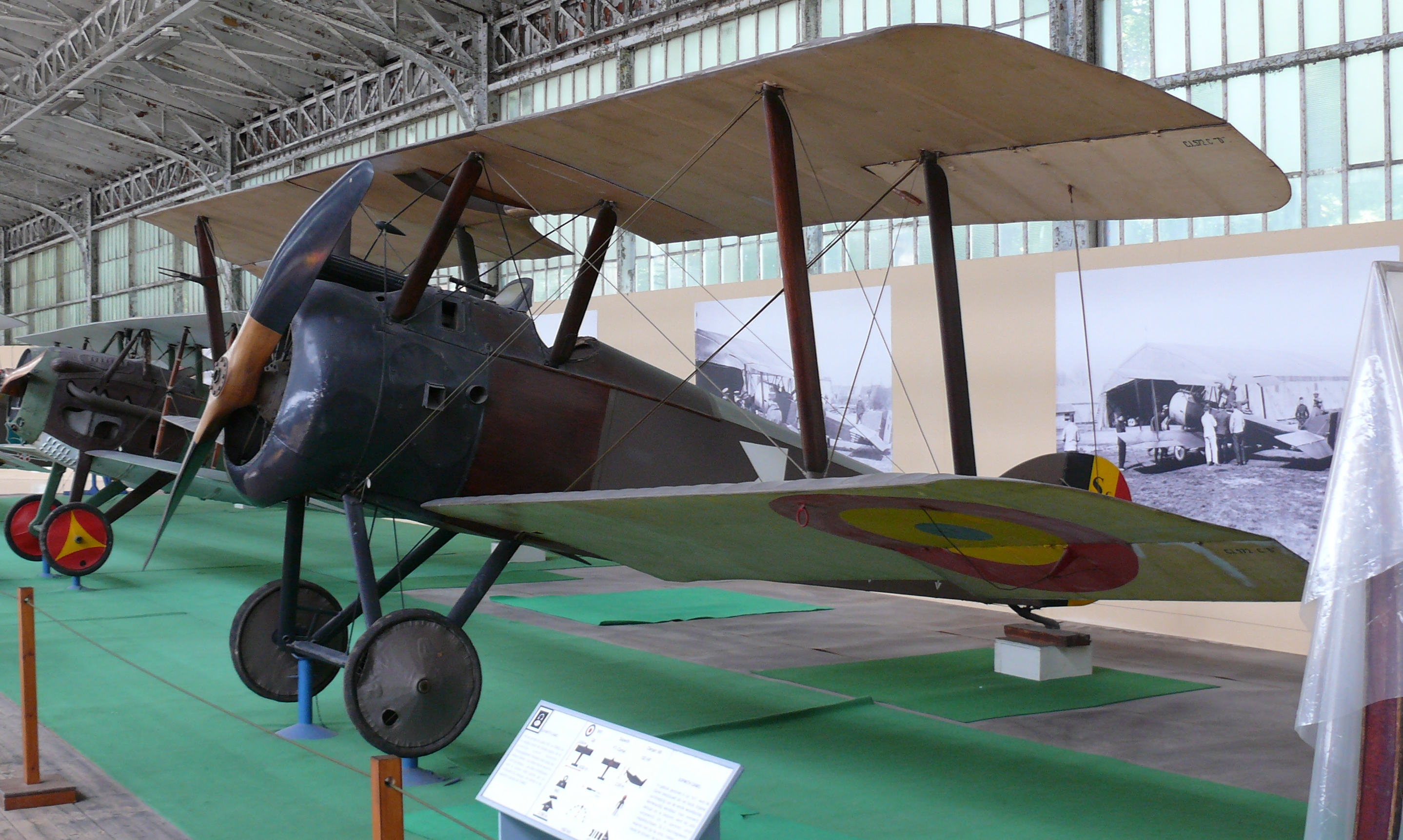
Sopwith Camel exemplo de biplano de asa comum com escalonamento ascendente.
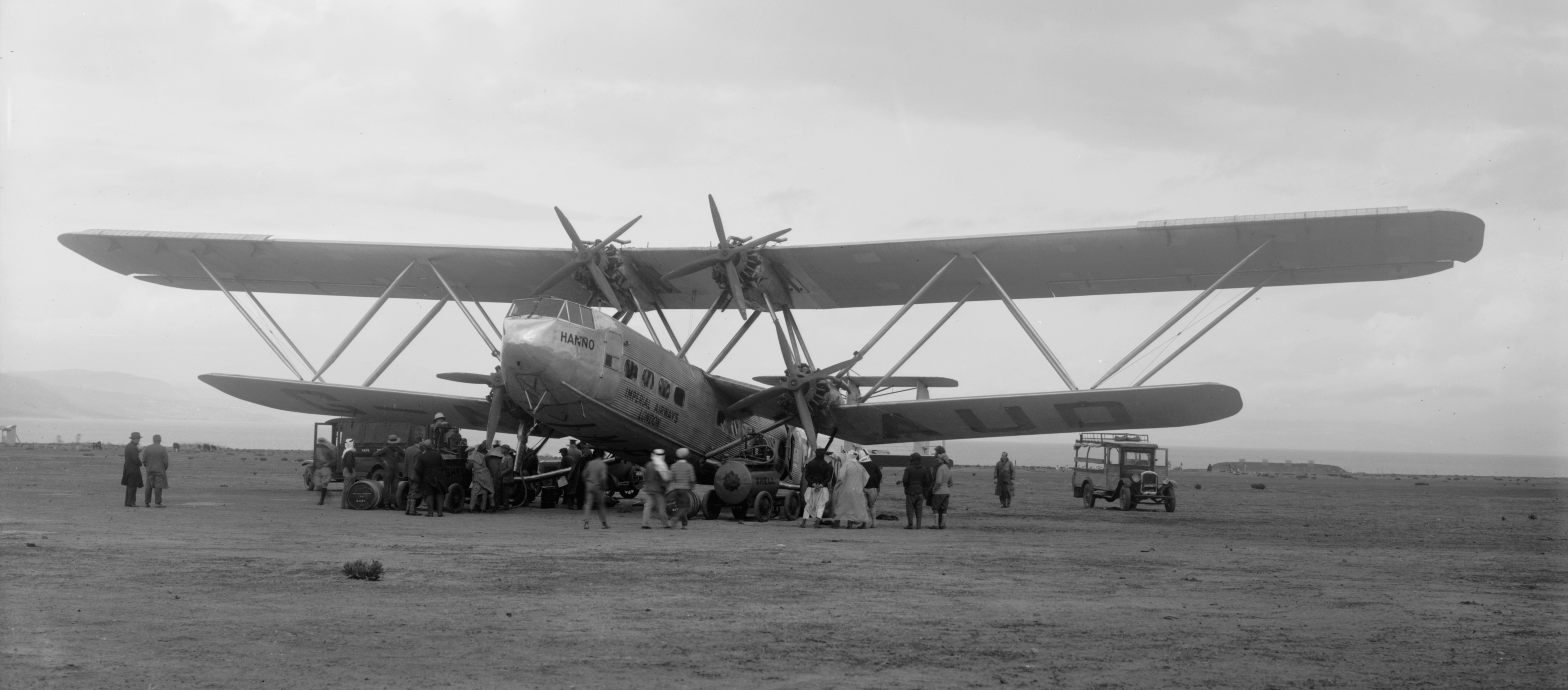
Handley Page H.P.42 exemplo de biplano de asa sesquiplano.
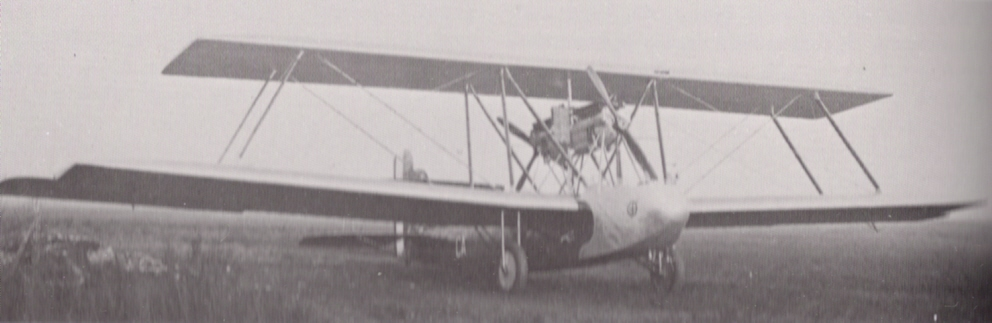
Caproni Ca.73 exemplo de biplano de asa sesquiplano invertida.
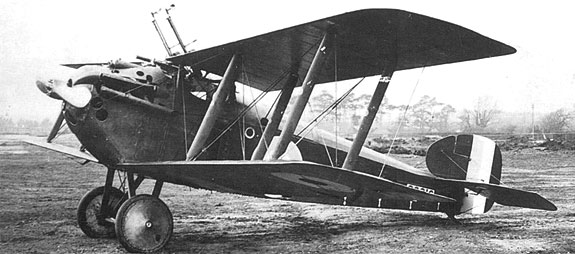
Sopwith Dolphin exemplo de biplano com escalonamento descendente.
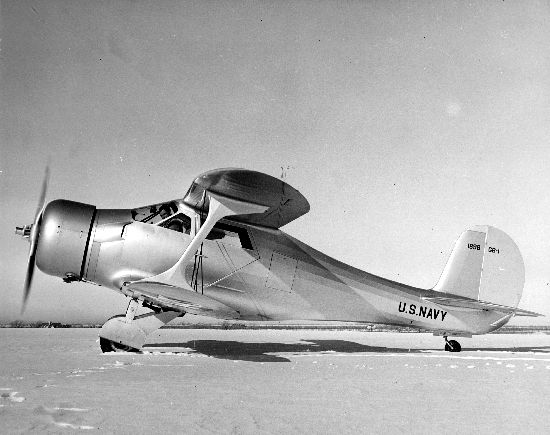
Beechcraft model 17 exemplo de biplano com escalonamento descendente.